# (6292) 1986 QQ2
A (6292) 1986 QQ2 a Naprendszer kisbolygóövében található aszteroida. Henri Debehogne fedezte fel 1986. augusztus 28-án.